# Saint-Sauveur (Haute-Garonne)
Saint-Sauveur is een gemeente in het Franse departement Haute-Garonne (regio Occitanie). De plaats maakt deel uit van het arrondissement Toulouse. Saint-Sauveur telde op 1 januari 2022 2.235 inwoners.

## Geografie
De oppervlakte van Saint-Sauveur bedroeg op 1 januari 2022 7,04 vierkante kilometer; de bevolkingsdichtheid was toen 317,5 inwoners per km².

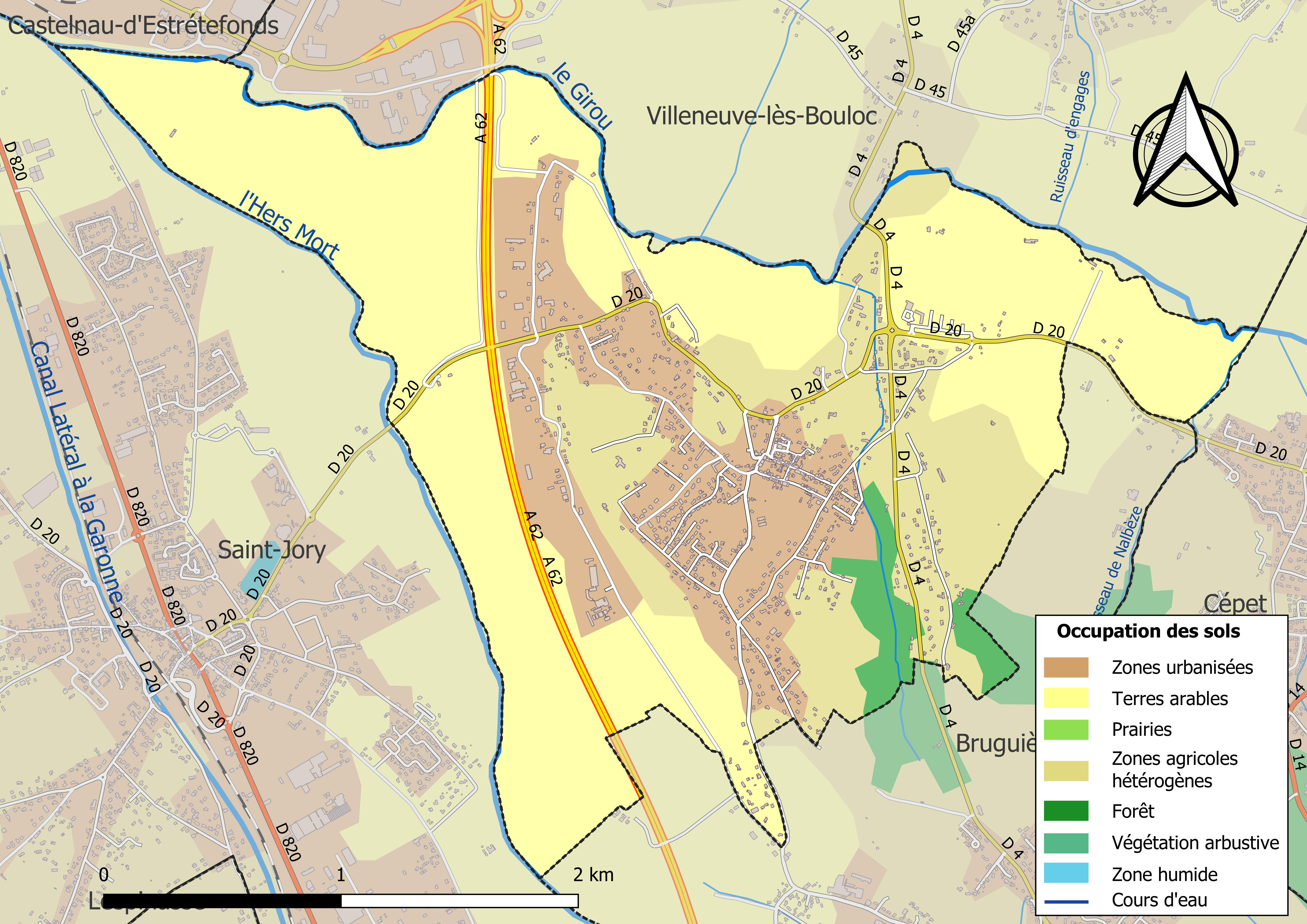
Kaart van de gemeente met belangrijkste infrastructuur, bodemgebruik en omliggende gemeenten

## Demografie
De figuur toont het verloop van het inwonertal (bron: INSEE-tellingen).